# Brookesia betschi
Brookesia betschi is een hagedis uit de familie kameleons (Chamaeleonidae).

## Naam en indeling
Het is een van de kortstaartkameleons uit het geslacht Brookesia. De wetenschappelijke naam van de soort werd voor het eerst voorgesteld door Édouard Raoul Brygoo, Patrick Blanc en Charles Domergue in 1974.
De soortaanduiding betschi is een eerbetoon aan de entomoloog Jean-Marie Betsch (1939-2013).

## Verspreiding en habitat
De kameleon komt endemisch voor in delen van noordelijk Madagaskar en is alleen bekend uit het Nationaal park Marojejy. De habitat bestaat uit vochtige tropische bergbossen, de kameleon leeft overdag in de strooisellaag van het bos, maar 's nachts rust het dier in de lagere delen van planten.
De soort is aangetroffen op een hoogte van ongeveer 1150 tot 1650 meter boven zeeniveau.

## Beschermingsstatus
Door de internationale natuurbeschermingsorganisatie IUCN is de beschermingsstatus 'gevoelig' toegewezen (Near Threatened of NT).